# الشاهين (نجم)
الشاهين، ويسمى أيضًا بيتا العقاب أو β العقاب، هو نظام النجم الثلاثي في كوكبة العقاب الاستوائية. وهو مرئي بالعين المجردة كمصدر نقطي بقدر بصري ظاهري يبلغ 3.87. واستنادا إلى قياسات المنظر حُصِلت عليها خلال مهمة هيباركوس، فإنه يقع على مسافة قرابة 44.7 سنة ضوئية من الشمس. وهو يقترب من الشمس بسرعة شعاعية تبلغ −40 كم / ثانية.